# Tom Clancy's Ghost Recon Advanced Warfighter 2
Tom Clancy's Ghost Recon Advanced Warfighter 2 és la recentment anunciada seqüela de Tom Clancy's Ghost Recon Advanced Warfighter. Serà el cinquè episodi de la sèrie de videojocs Ghost Recon, publicat per Ubisoft.
És evident que aquest no és un nou episodi real i ha de ser considerat com Ghost Recon 3.5 en comptes de ser nou.

## Tom Clancy's Ghost Recon Advanced Warfighter 2
És la continuació dels esdeveniments ocorreguts en el primer joc i col·loca als gamers al comandament d'una unitat d'elit de combat de l'exèrcit dels I.I.O.O, els Ghosts. L'any 2014, el conflicte provocat per l'aixecament entre el govern de Mèxic i les forces rebels insurrectes, han provocat en aquest país una guerra civil a gran escala. Sota comandament del capità Scott Mitchell, els Ghosts són cridats per a plantar cara a una amenaça imminent contra els Estats Units. El sinó de dos països ara està en les mans dels Ghosts mentre repel·leixen un atac contra sòl dels I.I.O.O. Equipats amb el millor i últim armament en tecnologia punta, els Ghosts han de lluitar en ambdós costats de la frontera per a neutralitzar l'amenaça rebel que va en augment. Un dels millors jocs de guerra avui dia i un dels més coneguts.

## Noves característiques
Experiència visual innovadora: La zona de guerra en Tom Clancy's Ghost Recon Advanced Warfighter 2 cobra vida mentre avances pels carrers escombrats i veus als enemics entre les estructures derruïdes. Els sistemes de física i partícules et mostraran algunes de les explosions, fum i destrucció més intensos i més realistes mai vists en un joc. La il·luminació dinàmica i les ombres ofreceran transicions dia-nit en temps real, [anirà enfosquint o clarejant progressivament] i un sistema de temps climàtic en constant canvi t'obligaran a adaptar-te a les noves condicions sobre la marxa.
Camps de batalla completament nous: Per primera vegada, els Ghosts defensaran el sòl dels I.I.O.O. d'un atac fronterer, portant la lluita a localitzacions completament noves. Els Ghosts lluitaran contra enemics en els terrenys de muntanya, deserts estèrils i també en el seu propi territori en El Pas, Texas. Cada ambient presenta els seus propis avantatges i desafiaments i provocarà aproximacions tàctiques noves.
Intel·ligència artificial summament millorada (AI): recorda com els rebels enviaven les seves tropes per a flanquejar la teva posició o per a guanyar posicions avantatjoses utilitzant el gameplay vertical per a agafar-te desprevingut des de les teulades. La IA millorada dels companys d'esquadra ara et proporcionarà més informació de la qual necessites amb comandos descriptius com l'"enemic descobert darrere del camió vermell de davant".
Cross-COM millorat: El nou i revolucionari Cross-COM 2.0 donarà al jugador més informació que abans mai havia pogut visualitzar. Podràs veure que el que les teves forces amigues veuen en la pantalla superior esquerra i al teclejar ampliaràs aquesta visió a pantalla completa per aconseguir una perspectiva més clara i precisa. Això et donarà una visió més comprensiva del camp de batalla sencer. El nou comandament de visió completa permetrà una precisió sense precedents en el desenvolupament i execució dels plans tàctics dins del camp de batalla.
Suport ampliat: Ordenar mortals incursions àerees amb els jets de combat, proporcionaran una cobertura mòbil per a situacions que d'altra manera serien infranquejables. També podras rearmar-te i amunicionar-te en el camp de batalla usant una MULA no artillada sense tripulació. Els jugadors podran ara guarir al seu equip en el camp de batalla, incloent el líder de l'esquadra Scott Mitchell, amb un tipus de soldat mèdic completament nou.

## Controvèrsia
Igual que el seu predecessor, Tom Clancy's Ghost Recon Advanced Warfighter, el joc va ser novament criticat per l'opinió pública mexicana, ja que a més de "col·locar a Mèxic com un país perillós que havia de ser sotmès", l'alcalde de Ciutat Juárez (Ciutat on es desenvolupa la història del joc) Hèctor Murguía declarà la seva inconformitat al·legant que el joc té tints xenofòbics, racistes i de superioritat de part dels Estats Units, a més del fet que en el joc es mostra un mur fronterer que divideix als Estats Units de Mèxic.